# 葉山コーヒー
葉山コーヒー株式会社（はやまコーヒー）は、飲食店経営・フランチャイズ事業・珈琲豆卸・販売・珈琲機器販売を行う会社。葉山で創業、現在は大阪市平野区に本社を置く。葉山珈琲、珈の香などを出店している。

## 特徴
- 5つのこだわり：生豆にこだわる、品質にこだわる、熟成にこだわる、淹れ方にこだわる、という5つのこだわりを持つ[1]。
- 3つの業態：レギュラーコーヒーフルサービスタイプ、カフェインレスタイプ、セルフサービスタイプという3業態で展開。フランチャイズ経営で、打ち出したい特徴によりタイプが異なる[1]。
- コーヒー職人：同社のコーヒー職人が、虫食いや発酵豆などの不良豆を一つひとつ手作業で選別、豆の種類ごとに最適な焼き加減を見極めて焙煎している[2]。「職人が生み出す商品力、これを重視して店舗展開を図っている。職人と店舗の強い結びつきが特徴」と語る[1]。
- カフェインレス珈琲：SWISS WATERという商品名で、カフェインレス（デカフェ）のドリップバッグコーヒーを扱っている。マンデリン、エチオピア、ブラジル、グァテマラなど、産地を選べる豊富なバリエーションが特徴。アイスコーヒー用もある。カナダのスイス・ウォーター社[3]との契約により実現。スイス・ウォーター製法は、薬品でなく水でカフェインを抽出する製法[4]。カフェインレスに着目した理由について、「現在までのカフェインレス製品は化学製品を加えて抽出したものが多く、風味や身体への影響などさまざまな面で課題を残していた。この豆を採用することでカフェインを多く摂取できない妊婦さんやお子さんなど、老若男女がコーヒーを美味しく楽しめる状況を作ることができた。業界に先駆けて次のステップを踏み出すことができた」と記事で語っている[5]。
- メニューブック：ブラックで飲む、ミルクを入れて飲む、ミルク・シュガーを入れて飲む、というようにコーヒーの味わい方一覧をのせて、お客にコーヒーのおいしい飲み方を見つけてもらうような試みも行っている[6]。

## 店舗
葉山コーヒーは2000年(平成12年)に神奈川県葉山町に1号店（現：葉山珈琲パッパニーニョ）から始まり、その後全国18店舗を展開し、創業18年を迎えている。店舗名は「葉山珈琲」「珈の香」「HAYAMA COFFEE」「Dr. Cafe」。

## 沿革
※公式ページ内の沿革に準ずる。
- 2000年(平成12年) - 有限会社トップ設立
- 2007年(平成19年)
  - 直営店での実績経験を集積しノウハウを構築、「葉山珈琲」ブランドFC展開を開始
  - 社名を「株式会社　葉山珈琲」に変更
- 2011年(平成23年) - 社名を「葉山コーヒー株式会社」に変更

## その他
- 2004年より、リーガロイヤルホテル（大阪市北区中之島）のクリスマスイヴに催されるディナー『美食家のための聖夜の晩餐会』の仕上げの珈琲に毎年連続で選ばれている[9]。
- 2015年10月1日「国際コーヒーの日」には、ファッションデザイナーのコシノジュンコ氏と商品コンセプトやパッケージに於いて共同開発した<café de Junko>を発売[10]。
- 2017年、プロバスケットボールBリーグの大阪エヴェッサと、パートナーシップ（オフィシャルゴールドパートナー）を締結した[11][12]。
- 2018年、3×3女子バスケット湘南サンズのメインスポンサーを締結した[13]。